# Кидониатис, Костас
Костас Кидониатис  (греч.  Κώστας Κυδωνιάτης; 19 января 1908, Триполи — 12 сентября 1996, Афины) — греческий композитор, дирижёр, пианист и музыкальный педагог XX века.

## Биография
Константинос-Дионисиос Кидониатис родился в городе Триполи в 1908 году, в знатной пелопоннеской семье. Все дети семьи получили солидное образование. Его старший брат, Солон Кидониатис, стал известным архитектором, профессором Афинского политехнического университета. и академиком. Костас Кидониатис начал свою музыкальную жизнь в раннем возрасте. Первые уроки музыки получил у своего брата Солона и сестры Данаи. В возрасте 8 лет стал самым маленьким из учеников «Афинской Мандолинаты» Николаоса Лавдаса. Последовала учёба игры на фортепиано у Марики Ласпопулу — Властари, сначала беря у неё частные уроки, а затем в её классе в «Греческой консеватории». После чего он перешёл в класс известного пианиста Антониса Скокоса (который в свою очередь был учеником Эгона Петри), за которым последовал в 1928 году в «Афинскую консерваторию». Окончил «Афинскую консерваторию» с отличием в 1933 году.

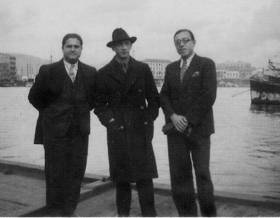
Константинос Кидониатис (справа) и скрипач В. Ставрианос провожают Димитриса Митропулоса отъезжающего в Италию, Пирей 1935.

Одновременно Кидониатис учился теории музыки у Мариоса Варвоглиса в «Греческой консерватории», а также высшей теории (музыки) у Димитриса Митропулоса и у Филоктита Икономидиса в «Афинской консерватории».
С Димитрисом Митропулосом у Кидониатиса сложились дружественные отношения, которые он поддерживал до смерти Митропулоса.

## Во Франции и Бельгии
В период 1933—1936 гг. Кидониатис продолжил учёбу в Париже у Маргерит Лонг (пиано), а затем (1936—1939) в Королевской консерватории Брюсселя у Ε. Βosquet (пиано), R. Ledent (оркестровка), L. & J. Jongen (композиция) и Дезире Дефо (дирижёрское искусство).
Окончил Королевскую консерваторию с отличием, Первым призом и специальным отличием в фуге.
Он дал множество сольных концертов и аккомпанировал своему греческому соученику и другу скрипачу Василису Ставрианосу и австралийке Аманде Уэбб (Amanda Webb, жена Артюра Грюмьо) во Франции, Испании и Бельгии. Кидониатис был также солистом оркестра радиостанции Брюсселя.

## Возвращение в Грецию
С началом Второй мировой войны, в 1939 году Кидониатис решил вернуться в, ещё нейтральную, Грецию.
Он преподавал здесь теорию музыки и музыкальные формы в Афинской консерватории (1939—1978), фортепиано, высшую теорию и композицию в Консерватории Филармонического Общества Патр (1949—1978, а с 1964 был её директором) и в Консерватории Пирея (1962—1975, а с 1967 года был её директором). Он стал постоянным руководителем Симфонического Оркестра Национальной корпорации радиовещания (до 1962 года), давая два концерта в месяц, каждое 1-е и 16-е число, согласно установившейся традиции, и исполняя в своём большинстве работы своих греческих коллег.
После войны он стал также постоянным пианистом «Государственного Оркестра Афин» (1955—1973), и в 1976 году создал и руководил ею «Консерваторию Палладион» («Παλλάδιον Ωδείον») до 1980 года.
Кидониатис был членом Союза Греческих Композиторов и его руководящего совета.
Он стал постоянным пианистом и музыкальным руководителем и дирижёром балета Costa Nikols., постоянным композитором «Пирейского театра» Димитриса Рондириса (1957—1980), для которого написал музыку к 8 древним греческим трагедиям.
В 1963 году «Пирейский театр» представил Электру Софокла и Орестею Эсхила в Москве (режиссёр Д. Рондирис, хореограф Лукия, музыка К. Кидониатиса).
Кидониатис был также постоянным аккомпаниатором «Художественного Бюро Афин» Георгия Куракоса, по просьбе которого и на протяжении 30 лет он сопровождал выступления таких музыкальных корифеев своей эпохи как Иегуди Менухин, Руджеро Риччи, T. Varga, Иври Гитлис, Гаспар Касадо, E. Mainardi, своих земляков оперных певцов Марию Каллас, Элену Николаиди, Николаса Мосхонаса, Таноса Бурлоса и Анну Тассопулу, а также греческих скрипачей В. Коласиса, Софокла Политиса, Димитриса Хорафаса, Фредерико Волониниса и виолончелистов Е. Папаставру, Вирона Фидедзиса, И. Хронопулу, С. Тахиатиса и других.
Он дал сотни сольных концертов, включая концерты в зале Чайковского в Москве, и выступал в качестве солиста как с Государственным оркестром Афин, так и с Симфоническим Оркестром Национальной Корпорации Радиовещания.
Он образовал трио с С. Политисом (скрипка) ― С. Тахиатисом (челло) и В. Коласисом (скрипка) ― Риккардо Боаделлия (челло) с которыми гастролировал по Греции.

## Работы

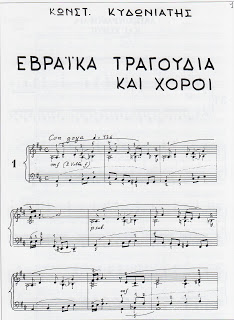
Партитура «Еврейских песен и танцев» Костаса Кидониатиса.

Работы Кидониатиса разнообразны и неоднозначны.
Среди прочего он написал: 4 симфонии, 9 концертов для различных инструментов, множество работ камерной музыки, десятки песен для голоса и пиано и для четырёхголосного мужского хора на стихи корифеев греческой поэзии (И. Грипарис, Г. Сурис, А. Сикелианос и др.), 2 оратории.
Он написал греческий Te Deum, для большого симфонического оркестра, солиста и хора.
Как композитора, музыковеды причисляют его к т. н. «Второй Национальной школе».
В общей сложности согласно «Каталога Коловоса» он написал 105 работ. (В каталоге перед номером работ Кидониатиса стоит «ΚΚ», что означает «Каталог Коловоса»).
Ему также принадлежит обработка и окончательная форма 25 песен Национального Сопротивления, как для смешанного, так и для четырёхголосного мужского хора. Все эти работы не включены в «Каталог Коловоса».
Кроме этого он написал три большие педагогические работы («Музыкальные формы» (1954), «3 года обязательной гармонии» (1956) и «Сольфеджио Ι и II в сопровождении пиано» (1980).
Особняком стоит музыка Кидониатиса, написанная для Олимпиады в Мехико в 1968 году.

## Олимпийские игры 1968 года в Мехико
На церемониях открытия и закрытия современных Олимпийских игр всегда исполняется Олимпийский гимн греческого композитора Спироса Самараса (1861—1917).
Кидониатис стал вторым греческим композитором, после Самараса, написавшим музыку для церемонии открытия современной Олимпиады, он написал музыку для Олимпиады в Мехико в 1968 году.
Кидониатис использовал для этого то, что он хорошо знал: древнюю греческую музыку и греческие танцы и мелодии, воспевая таким образом культурную ценность Олимпиады. Примечательно, что наряду с Кидониатисом, мексиканский организационный комитет пригласил к участию в подготовке к Олимпиаде, его коллег в постановках древних греческих трагедий в Пирейском театре, режиссёра Д. Рондириса и хореографа Лукию.
Эстафету участия современных греческих композиторов в церемониях последующих Олимпиад приняли у Кидониатиса Теодорос Антониу (Олимпиада в Мюнхене 1972), Микис Теодоракис (Олимпиада в Барселоне 1992) и Вангелис Папатанасиу (Олимпиада в Сиднее 2000).

## Музыкальное наследие Кидониатиса
Несмотря на существование огромного числа работ Кидониатиса, эти работы многие годы оставались неизданными. Также в большой степени они оставались не записанными на диски.
Были изданы только 4 его работы (две его первые сонаты для скрипки и фортепиано, 2-я соната для пиано и виолончели, 4-я сюита для фортепиано) в рамках серии «Работы Греческих композиторов» министерства культуры Греции в 1970-х годах.
В том что касается компакт-дисков, были выпущены 3 CD с его работами для фортепиано в исполнении Ариса Гаруфалиса, 3 сюиты для гобоя, кларнета и фагота в исполнении Христоса Аргиропулоса, Илии Коловоса и Милтоса Иконому, диск со стихами Константина Кавафиса, где стихи поэта читал Димитрис Малаветас, а Кидониатис играл на фортепиано свои работы, один диск для музыки для духовых инструментов, записанный ансамблем камерной музыки «Н. Мандзарос», диск с 1-й сонатой для фортепиано и виолончели, в исполнении Танасиса Апостолопулоса (фортепиано) и Рената Рипо (чело) в рамках серии «Вместо мечты», изданной Союзом греческих композиторов с работами только греческих композиторов, а также диск Д. Рондириса, где этот театральный режиссёр читает отрывки из древних трагедий а Кидониатис исполняет на фортепиано отрывки своих композиций для этих трагедий.
Кидониатис в силу своего темперамента и реально осознавая своё место в греческой музыке, не транжирил своё время на повседневные профессиональные вопросы, но защищал художественные ценности и благородные национальные стремления. Он следовал одинокой дороге, став примером для греческого музыкального общества. Сегодня признание Кидониатиса растёт медленно, но стабильно.
В 2004 году, при поддержке муниципалитета города Триполи, вышла в свет книга композитора Георгиоса «Катралиса Константин Кидониатис 1908—1906. Жизнь и творчество» («Κωνσταντίνος Κυδωνιάτης 1908—1996. Η ζωή και το έργο του», Πνευματικό Κέντρο Δήμου Τριπόλεως & Εκδόσεις «Παρουσία», Τρίπολη 2004.